# Teaser (reclame)
Een teaser is in de reclame een boodschap die geen informatie bevat maar bedoeld is om de nieuwsgierigheid te prikkelen. In een advertentie of via luchtreclame wordt een vraag gelanceerd of een naam genoemd die de lezer niets zegt. Dit procedé wordt doorgaans een aantal malen herhaald, totdat, naar de maker hoopt, de belangstelling in voldoende mate is gewekt. In de laatste reclame-uiting(en) van de serie wordt vervolgens onthuld wat het artikel of de dienst is waarop de aandacht eigenlijk werd gevestigd.
De methode is vooral effectief als de reclame gericht is op een publiek dat van het artikel of de dienst die wordt aangeboden, nog niet heeft gehoord. Gaat het om een product voor vakmensen, dan ligt het meer voor de hand uit te gaan van reeds bestaande belangstelling.
Bij de eerste presentatie van een product, bijvoorbeeld een nieuw ontwerp van een auto, worden tekeningen, genoemd 'teaserschetsen', getoond van hoe het model er uit zou moeten komen te zien om reacties vanuit de vakwereld of vanuit het publiek uit te lokken. Aan de hand daarvan kunnen dan nog eventuele wijzigingen worden aangebracht.
Het Engelse werkwoord to tease betekent "plagen", en in het Engels wordt het woord teaser tevens gebruikt om de nieuwsgierigheid naar een film te prikkelen, bijvoorbeeld door voor de begintitels of in een andere film een korte samenvatting te laten zien.